# 20世紀現代美學

## 19世纪美学向20世紀的現代美學過渡
19世紀中葉是從古典到現代的哲學轉折，分別形成了人本主義（反理性主義）和科學主義（實證主義）兩種思潮都宣稱取消了物質與意識的對立,標榜超越了唯心與唯物,繼承發展了主觀唯心主義、不可知論.一百多年來，這兩種思潮湧出形形色色的流派，構成了現代西方哲學的主潮。德國、英国、法国和美國都出現各種不同的美學體系。他們以不同的方法從不同角度做了深入的研究。